# ألان تومسون (موزع)
ألان تومسون (بالإنجليزية: Alan Thompson)‏ هو موزع ‏ بريطاني، ولد في 1963، وتوفي في 28 سبتمبر 2017.